# Тбетская епархия
Тбетская епархия (груз. ტბეთის საეპისკოპოსო) — епархия автокефальной Грузинской апостольской православной церкви в эпоху феодальной Грузии.

## История
Тбетская епархия охватывала историческую область Шавшетия на юго-западе Грузии, ныне находящуюся на территории современной Турции. Центром епархии было село Тбети, известное сегодня под турецким названием Дживизли (тур. Cevizli). Основание епархии относится к концу IX или началу X века и приписывается князю Ашоту Кухи, эрисмтавару (верховному правителю) Тао-Кларджети:
Ашот, эрисмтавар эрисмтаваров, сын Гургена курупалата, которого прозвали Кухи, построил Тбети в Шавшети и завершил его по воле Божией, и поставил первым епископом достойного Стефане, по внушению Святого Духа.
Сумбат Давитисдзе
По данным грузинской рукописи 1650 года (S-252), митрополит Сапридзе, носивший титул мтбевар-ишхнели-мацкверели, был утверждён османским султаном и получил титул по особому фирману. Это свидетельствует о том, что после вхождения Самцхе-Саатабаго в состав Османской империи православные епископы назначались с согласия султана. После владычества Гедеона Сапридзе в доступных источниках новых иерархов на этой кафедре не упоминается.
В начале XVI века был составлен важный юридический документ под названием «Католикосы и епископы, подчинённые ему, и их епархии в Самцхе-Саатабаго», своего рода диптих, где в иерархическом порядке перечислены 13 епископских кафедр, подчинённых католикосу Картли. В их числе упоминаются: Мацкверели, Кумурдоели, Ишхнели, Анчели, Мтбевари, Цурцкбели, Цкаростуели, Ерушнели, Валашкертели, Анели, Карели, Банели и Дадашнели. В этом списке мтбеварский епископ занимает пятое место по чести среди епископов Месхетии.
Границы епархии
По данным упомянутого документа начала XVI века, территория Тбетской епархии охватывала:
Паства Мтбевари — от Дахатула до Анакерти, вся Шавшетия до Мичихиани, принадлежала святейшему католикосу. Епископ этого края имел своего ясавула (начальника стражи); также Ачара выше Дандало принадлежала ему, а Ачара ниже Дандало входила в епархию Кутаисского епископа и подчинялась католикосу Абхазии...
Согласно этому источнику, Шавшетия и Верхняя Ачария составляли паству мтбеварского епископа и находились под юрисдикцией католикоса Картли. Нижняя Ачария входила в состав епархии кутаисского епископа и подчинялась католикосу Абхазии.
Из текста также известны слова епископа Сабы:
Сию вечную грамоту я, Мтбевари Саба, обращаю к вам, святому апостольскому престолу, к вам, правителю, католикосу-патриарху Картли Доментию, в то время, когда вы нас рукоположили. Мы были преданы вашему престолу и покорны вашим приказам...

## Список мтбеварских архиереев
На основании доступных исторических источников известно о 14 архиереях, возглавлявших Тбетскую (мтбеварскую) епархию:
- Стефан — конец IX века — начало X века; первый известный епископ Тбети, поставлен Ашотом Кухи.
- Иоанн — с 995 года; позднее упоминается как епископ Мацкверели.
- Аквила — с 995 года; действовал в начале XI века.
- Самоэл — 1010-е годы.
- Саба — 1020-е годы.
- Павел — 1060-е годы.
- Иоанн Мтбеваро-Сапарели — конец XII века.
- Георгий — XIII век.
- Квирикэ — середина XIV века.
- Симеон — вторая половина XV века; с 1485 года упоминается как епископ Мацкверели.
- Димитрий — 1520-е годы.
- Саба Цкмедисдзе Мтбеваро-Хахуларели — с 1556 года.
- Елисей Дманели-Мтбеваро — 1580-е годы.
- Гедеон Сафридзе — середина XVII века; с 1637 года — мтбеварский епископ, упоминается также в 1650 году.